# EHF Champions League 2009-10 (mænd)
EHF Champions League 2009–10 for mænd er den 17. EHF Champions League-turnering for mænd. Turneringen blev arrangeret af European Handball Federation og havde deltagelse af 44 hold.

## Resultater
Turneringen havde deltagelse af 44 hold. 17 af holdene spillede først en kvalifikationsrunde, hvorfra fem hold kvalificerede sig til gruppespillet sammen med 27 direkte kvalificerede hold. Gruppespillet bestod af fire grupper med seks hold. De fire bedste hold i hver gruppe gik videre til ottedendelsfinalerne.
Ottendedelsfinalerne og kvartfinalerne blev afgjort over to kampe (ude og hjemme), mens semifinalerne og finalen som noget nyt blev afviklet som et "Final four"-stævne på en weekend og spillet i Lanxess Arena i Köln, Tyskland.

### Første kvalifikationsrunde
De 17 deltagende hold spillede miniturneringer i fem grupper med tre eller fire hold. De fem gruppevindere kvalificerede sig til gruppespillet.

#### Gruppe 1
Gruppen blev afviklet i SRC Kale i Skopje, Makedonien.
| Dato | Kamp                                     | Res.  |
| ---- | ---------------------------------------- | ----- |
| 4.9. | RK Vardar Pro – Besiktas JK              | 33-30 |
| 4.9. | HC Dinamo-Minsk – HC Buducnost Podgorica | 35-27 |
| 5.9. | Besiktas JK – HC Dinamo-Minsk            | 25-32 |
| 5.9. | HC Buducnost Podgorica – RK Vardar Pro   | 28-35 |
| 6.9. | Besiktas JK – HC Buducnost Podgorica     | 28-31 |
| 6.9. | RK Vardar Pro – HC Dinamo-Minsk          | 34-24 |

| Hold                   | Kampe | Mål     | Point |
| ---------------------- | ----- | ------- | ----- |
| RK Vardar Pro          | 3     | 102-820 | 6     |
| HC Dinamo-Minsk        | 3     | 91-86   | 4     |
| HC Buducnost Podgorica | 3     | 86-98   | 2     |
| Besiktas JK            | 3     | 83-96   | 0     |

#### Gruppe 2
Gruppen blev afviklet i Mikras 3 i Thessaloniki, Grækenland.
| Dato | Kamp                          | Res.  |
| ---- | ----------------------------- | ----- |
| 4.9. | AC PAOK – SPE Strovolos       | 32-29 |
| 5.9. | SPE Strovolos – ZTR Zaporozje | 23-26 |
| 6.9. | ZTR Zaporozje – AC PAOK       | 30-30 |

| Hold          | Kampe | Mål   | Point |
| ------------- | ----- | ----- | ----- |
| AC PAOK       | 2     | 62-59 | 3     |
| ZTR Zaporozje | 2     | 56-53 | 3     |
| SPE Strovolos | 2     | 52-58 | 0     |

#### Gruppe 3
Gruppen blev afviklet i Haukelandshallen i Bergen, Norge.
| Dato | Kamp                                              | Res.  |
| ---- | ------------------------------------------------- | ----- |
| 4.9. | RK Partizan Dunav Osiguranje – Fyllingen Håndball | 28-28 |
| 5.9. | A1 Bregenz – RK Partizan Dunav Osiguranje         | 33-20 |
| 6.9. | Fyllingen Håndball – A1 Bregenz                   | 35-31 |

| Hold                         | Kampe | Mål   | Point |
| ---------------------------- | ----- | ----- | ----- |
| Fyllingen Håndball           | 2     | 63-59 | 3     |
| A1 Bregenz                   | 2     | 64-55 | 2     |
| RK Partizan Dunav Osiguranje | 2     | 48-61 | 1     |

#### Gruppe 4
Gruppen blev afviklet i Hala Legionow i Kielce, Polen.
| Dato | Kamp                                    | Res.  |
| ---- | --------------------------------------- | ----- |
| 4.9. | KS Vive Targi Kielce – FC Porto/Vitalis | 32-23 |
| 5.9. | FC Porto/Vitalis – Tatran Prešov        | 30-33 |
| 6.9. | Tatran Prešov – KS Vive Targi Kielce    | 31-38 |

| Hold                 | Kampe | Mål   | Point |
| -------------------- | ----- | ----- | ----- |
| KS Vive Targi Kielce | 2     | 70-54 | 4     |
| Tatran Prešov        | 2     | 64-68 | 2     |
| FC Porto/Vitalis     | 2     | 53-65 | 0     |

#### Gruppe Q
Gruppen blev afviklet i Palacio de los Deportes de León i León, Spanien.
| Dato | Kamp                                         | Res.  |
| ---- | -------------------------------------------- | ----- |
| 4.9. | TBV Lemgo – Kadetten SH Handball             | 29-30 |
| 4.9. | Reale Ademar – Celje Pivovarna Lasko         | 26-25 |
| 5.9. | Kadetten SH Handball – Reale Ademar          | 27-27 |
| 5.9. | Celje Pivovarna Lasko – TBV Lemgo            | 28-27 |
| 6.9. | Celje Pivovarna Lasko – Kadetten SH Handball | 27-31 |
| 6.9. | Reale Ademar – TBV Lemgo                     | 31-21 |

| Hold                  | Kampe | Mål   | Point |
| --------------------- | ----- | ----- | ----- |
| Reale Ademar          | 3     | 84-73 | 5     |
| Kadetten SH Handball  | 3     | 88-83 | 5     |
| Celje Pivovarna Lasko | 3     | 80-84 | 2     |
| TBV Lemgo             | 3     | 77-89 | 0     |

### Gruppespil

#### Gruppe A
| Dato   | Kamp                                        | Res.  |
| ------ | ------------------------------------------- | ----- |
| 30.9.  | HCM Constanta – Pevafersa Valladolid        | 23-26 |
| 3.10.  | Pick Szeged – Tjekhovskije Medvedi          | 32-32 |
| 4.10.  | Montpellier HB – AC PAOK                    | 46-20 |
| 8.10.  | HCM Constanta – Montpellier HB              | 37-33 |
| 10.10. | Pick Szeged – AC PAOK                       | 27-24 |
| 11.10. | Pevafersa Valladolid – Tjekhovskije Medvedi | 34-34 |
| 15.10. | Tjekhovskije Medvedi – AC PAOK              | 37-25 |
| 17.10. | HCM Constanta – Pick Szeged                 | 32-30 |
| 18.10. | Pevafersa Valladolid – Montpellier HB       | 21-26 |
| 4.11.  | AC PAOK – HCM Constanta                     | 26-30 |
| 8.11.  | Pick Szeged – Pevafersa Valladolid          | 23-30 |
| 8.11.  | Montpellier HB – Tjekhovskije Medvedi       | 33-28 |
| 11.11. | AC PAOK – Pevafersa Valladolid              | 27-37 |
| 15.11. | Montpellier HB – Pick Szeged                | 30-23 |
| 15.11. | HCM Constanta – Tjekhovskije Medvedi        | 22-28 |
| 19.11. | Tjekhovskije Medvedi – HCM Constanta        | 37-32 |
| 21.11. | Pevafersa Valladolid – AC PAOK              | 38-19 |
| 22.11. | Pick Szeged – Montpellier HB                | 26-33 |
| 10.2.  | AC PAOK – Pick Szeged                       | 27-26 |
| 10.2.  | Montpellier HB – HCM Constanta              | 37-24 |

| Dato  | Kamp                                        | Res.  |
| ----- | ------------------------------------------- | ----- |
| 11.2. | Tjekhovskije Medvedi – Pevafersa Valladolid | 36-24 |
| 17.2. | AC PAOK – Montpellier HB                    | 23-34 |
| 20.2. | Tjekhovskije Medvedi – Pick Szeged          | 39-30 |
| 20.2. | Pevafersa Valladolid – HCM Constanta        | 26-26 |
| 25.2. | Tjekhovskije Medvedi – Montpellier HB       | 27-28 |
| 27.2. | HCM Constanta – AC PAOK                     | 34-23 |
| 27.2. | Pevafersa Valladolid – Pick Szeged          | 35-35 |
| 3.3.  | AC PAOK – Tjekhovskije Medvedi              | 22-46 |
| 7.3.  | Montpellier HB – Pevafersa Valladolid       | 30-30 |
| 7.3.  | Pick Szeged – HCM Constanta                 | 35-25 |

| Hold                 | Kampe | Mål     | Point |
| -------------------- | ----- | ------- | ----- |
| Montpellier HB       | 10    | 330-259 | 17    |
| Tjekhovskije Medvedi | 10    | 344-282 | 14    |
| Pevafersa Valladolid | 10    | 301-279 | 12    |
| HCM Constanta        | 10    | 285-301 | 9     |
| Pick Szeged          | 10    | 287-307 | 6     |
| AC PAOK              | 10    | 236-355 | 2     |

#### Gruppe B
| Dato   | Kamp                                      | Res.  |
| ------ | ----------------------------------------- | ----- |
| 3.10.  | HC Bosna BH Gas – Chambery Savoie HB      | 24-23 |
| 3.10.  | KS Vive Targi Kielce – RK Gorenje         | 23-21 |
| 4.10.  | Rhein-Neckar Löwen – MKB Veszprém KC      | 32-29 |
| 8.10.  | Rhein-Neckar Löwen – KS Vive Targi Kielce | 29-29 |
| 11.10. | Chambery Savoie HB – MKB Veszprém KC      | 19-29 |
| 11.10. | RK Gorenje – HC Bosna BH Gas              | 30-29 |
| 17.10. | MKB Veszprém KC – KS Vive Targi Kielce    | 33-26 |
| 18.10. | Chambery Savoie HB – RK Gorenje           | 28-24 |
| 18.10. | HC Bosna BH Gas – Rhein-Neckar Löwen      | 24-39 |
| 5.11.  | Rhein-Neckar Löwen – Chambery Savoie HB   | 31-31 |
| 7.11.  | KS Vive Targi Kielce – HC Bosna BH Gas    | 34-30 |
| 7.11.  | RK Gorenje – MKB Veszprém KC              | 27-28 |
| 11.11. | Rhein-Neckar Löwen – RK Gorenje           | 33-30 |
| 14.11. | MKB Veszprém KC – HC Bosna BH Gas         | 35-18 |
| 14.11. | KS Vive Targi Kielce – Chambery Savoie HB | 31-22 |
| 19.11. | Chambery Savoie HB – KS Vive Targi Kielce | 24-31 |
| 21.11. | HC Bosna BH Gas – MKB Veszprém KC         | 20-24 |
| 22.11. | RK Gorenje – Rhein-Neckar Löwen           | 29-37 |
| 13.2.  | KS Vive Targi Kielce – Rhein-Neckar Löwen | 32-35 |
| 13.2.  | MKB Veszprém KC – Chambery Savoie HB      | 31-26 |

| Dato  | Kamp                                    | Res.  |
| ----- | --------------------------------------- | ----- |
| 13.2. | HC Bosna BH Gas – RK Gorenje            | 31-31 |
| 17.2. | RK Gorenje – KS Vive Targi Kielce       | 36-35 |
| 21.2. | MKB Veszprém KC – Rhein-Neckar Löwen    | 34-30 |
| 21.2. | Chambery Savoie HB – HC Bosna BH Gas    | 27-24 |
| 27.2. | MKB Veszprém KC – RK Gorenje            | 30-25 |
| 27.2. | HC Bosna BH Gas – KS Vive Targi Kielce  | 25-21 |
| 28.2. | Chambery Savoie HB – Rhein-Neckar Löwen | 24-29 |
| 6.3.  | KS Vive Targi Kielce – MKB Veszprém KC  | 29-32 |
| 6.3.  | Rhein-Neckar Löwen – HC Bosna BH Gas    | 30-24 |
| 6.3.  | RK Gorenje – Chambery Savoie HB         | 28-24 |

| Hold                 | Kampe | Mål     | Point |
| -------------------- | ----- | ------- | ----- |
| MKB Veszprém KC      | 10    | 305-252 | 18    |
| Rhein-Neckar Löwen   | 10    | 325-286 | 16    |
| KS Vive Targi Kielce | 10    | 291-287 | 9     |
| RK Gorenje           | 10    | 281-298 | 7     |
| Chambery Savoie HB   | 10    | 248-282 | 5     |
| HC Bosna BH Gas      | 10    | 249-294 | 5     |

#### Gruppe C
| Dato   | Kamp                                | Res.  |
| ------ | ----------------------------------- | ----- |
| 3.10.  | Fyllingen Håndball – RK Zagreb      | 22-29 |
| 3.10.  | HSV Hamburg – Alingsås HK           | 35-25 |
| 3.10.  | BM Ciudad Real – FCK Håndbold       | 34-22 |
| 7.10.  | RK Zagreb – Alingsås HK             | 30-21 |
| 7.10.  | HSV Hamburg – BM Ciudad Real        | 26-32 |
| 11.10. | FCK Håndbold – Fyllingen Håndball   | 35-21 |
| 17.10. | Alingsås HK – FCK Håndbold          | 21-33 |
| 17.10. | BM Ciudad Real – Fyllingen Håndball | 40-24 |
| 18.10. | HSV Hamburg – RK Zagreb             | 35-26 |
| 7.11.  | Fyllingen Håndball – Alingsås HK    | 26-28 |
| 7.11.  | BM Ciudad Real – RK Zagreb          | 32-27 |
| 8.11.  | FCK Håndbold – HSV Hamburg          | 27-34 |
| 14.11. | Alingsås HK – BM Ciudad Real        | 24-26 |
| 14.11. | Fyllingen Håndball – HSV Hamburg    | 17-48 |
| 15.11. | FCK Håndbold – RK Zagreb            | 28-29 |
| 21.11. | Alingsås HK – RK Zagreb             | 23-32 |
| 21.11. | Fyllingen Håndball – FCK Håndbold   | 19-28 |
| 22.11. | BM Ciudad Real – HSV Hamburg        | 30-28 |
| 11.2.  | HSV Hamburg – Fyllingen Håndball    | 37-21 |
| 13.2.  | BM Ciudad Real – Alingsås HK        | 28-24 |

| Dato  | Kamp                                | Res.  |
| ----- | ----------------------------------- | ----- |
| 13.2. | RK Zagreb – FCK Håndbold            | 31-22 |
| 20.2. | Alingsås HK – HSV Hamburg           | 27-37 |
| 20.2. | RK Zagreb – Fyllingen Håndball      | 35-23 |
| 21.2. | FCK Håndbold – BM Ciudad Real       | 25-33 |
| 27.2. | Alingsås HK – Fyllingen Håndball    | 32-24 |
| 27.2. | HSV Hamburg – FCK Håndbold          | 33-25 |
| 28.2. | RK Zagreb – BM Ciudad Real          | 24-27 |
| 6.3.  | Fyllingen Håndball – BM Ciudad Real | 17-39 |
| 7.3.  | FCK Håndbold – Alingsås HK          | 31-26 |
| 7.3.  | RK Zagreb – HSV Hamburg             | 29-33 |

| Hold                         | Kampe | Mål     | Point |
| ---------------------------- | ----- | ------- | ----- |
| BM Ciudad Real               | 10    | 321-241 | 20    |
| HSV Hamburg                  | 10    | 346-259 | 16    |
| RK Zagreb Croatia Osiguranje | 10    | 292-266 | 12    |
| FCK Håndbold                 | 10    | 276-281 | 8     |
| Alingsås HK                  | 10    | 251-302 | 4     |
| Fyllingen Håndball           | 10    | 214-251 | 0     |

#### Gruppe D
| Dato   | Kamp                                     | Res.  |
| ------ | ---------------------------------------- | ----- |
| 3.10.  | GC Amicitia Zürich – FC Barcelona Borges | 27-39 |
| 3.10.  | RK Vardar Pro – KIF Kolding              | 25-32 |
| 4.10.  | THW Kiel – Reale Ademar                  | 35-32 |
| 10.10. | KIF Kolding – GC Amicitia Zürich         | 35-27 |
| 10.10. | Reale Ademar – RK Vardar Pro             | 37-28 |
| 11.10. | FC Barcelona Borges – THW Kiel           | 27-30 |
| 17.10. | FC Barcelona Borges – KIF Kolding        | 46-36 |
| 17.10. | RK Vardar Pro – THW Kiel                 | 23-33 |
| 17.10. | GC Amicitia Zürich – Reale Ademar        | 27-30 |
| 7.11.  | KIF Kolding – THW Kiel                   | 31-31 |
| 7.11.  | FC Barcelona Borges – Reale Ademar       | 28-22 |
| 7.11.  | RK Vardar Pro – GC Amicitia Zürich       | 22-22 |
| 11.11. | RK Vardar Pro – FC Barcelona Borges      | 28-35 |
| 14.11. | Reale Ademar – KIF Kolding               | 30-30 |
| 15.11. | THW Kiel – GC Amicitia Zürich            | 42-24 |
| 21.11. | FC Barcelona Borges – RK Vardar Pro      | 35-28 |
| 21.11. | GC Amicitia Zürich – THW Kiel            | 26-34 |
| 22.11. | KIF Kolding – Reale Ademar               | 21-22 |
| 13.2.  | GC Amicitia Zürich – KIF Kolding         | 23-26 |
| 13.2.  | RK Vardar Pro – Reale Ademar             | 24-31 |

| Dato  | Kamp                                     | Res.  |
| ----- | ---------------------------------------- | ----- |
| 14.2. | THW Kiel – FC Barcelona Borges           | 30-32 |
| 20.2. | KIF Kolding – RK Vardar Pro              | 28-21 |
| 20.2. | FC Barcelona Borges – GC Amicitia Zürich | 37-26 |
| 21.2. | Reale Ademar – THW Kiel                  | 30-35 |
| 27.2. | THW Kiel – KIF Kolding                   | 38-23 |
| 27.2. | GC Amicitia Zürich – RK Vardar Pro       | 24-31 |
| 28.2. | Reale Ademar – FC Barcelona Borges       | 27-37 |
| 6.3.  | KIF Kolding – FC Barcelona Borges        | 25-25 |
| 6.3.  | Reale Ademar – GC Amicitia Zürich        | 30-28 |
| 7.3.  | THW Kiel – RK Vardar Pro                 | 39-23 |

| Hold                | Kampe | Mål     | Point |
| ------------------- | ----- | ------- | ----- |
| THW Kiel            | 10    | 347-271 | 17    |
| FC Barcelona Borges | 10    | 341-279 | 17    |
| Reale Ademar        | 10    | 291-293 | 11    |
| KIF Kolding         | 10    | 287-288 | 11    |
| RK Vardar Pro       | 10    | 253-316 | 3     |
| GC Amicitia Zürich  | 10    | 254-326 | 1     |

### Ottendedelsfinaler
| Dato    | Dato    | Hjemmehold i 1. kamp         | Hjemmehold i 2. kamp | Resultat | Resultat | Resultat |
| 1. kamp | 2. kamp | Hjemmehold i 1. kamp         | Hjemmehold i 2. kamp | 1. kamp  | 2. kamp  | Samlet   |
| ------- | ------- | ---------------------------- | -------------------- | -------- | -------- | -------- |
| 27.3.   | 3.4.    | KIF Kolding                  | Montpellier HB       | 26-26    | 23-28    | 49–54    |
| 28.3.   | 3.4.    | RK Gorenje Velenje           | BM Ciudad Real       | 23-31    | 31-36    | 54–67    |
| 28.3.   | 4.4.    | FCK Håndbold                 | THW Kiel             | 31-33    | 23-29    | 54–62    |
| 28.3.   | 3.4.    | HCM Constanta                | MKB Veszprém KC      | 23-27    | 26-27    | 49–54    |
| 27.3.   | 3.4.    | RK Zagreb Croatia Osiguranje | FC Barcelona Borges  | 26-33    | 33-36    | 59–69    |
| 27.3.   | 3.4.    | KS Vive Targi Kielce         | HSV Hamburg          | 24-30    | 30-27    | 54–57    |
| 27.3.   | 4.4.    | Pevafersa Valladolid         | Rhein-Neckar Löwen   | 29-30    | 33-37    | 62–67    |
| 28.3.   | 1.4.    | Reale Ademar                 | Tjekhovskije Medvedi | 36-37    | 25-29    | 61–66    |

### Kvartfinaler
| Dato    | Dato    | Hjemmehold i 1. kamp | Hjemmehold i 2. kamp | Resultat | Resultat | Resultat |
| 1. kamp | 2. kamp | Hjemmehold i 1. kamp | Hjemmehold i 2. kamp | 1. kamp  | 2. kamp  | Samlet   |
| ------- | ------- | -------------------- | -------------------- | -------- | -------- | -------- |
| 25.4.   | 2.5.    | HSV Hamburg          | BM Ciudad Real       | 26-22    | 27-35    | 53–57    |
| 25.4.   | 2.5.    | Rhein-Neckar Löwen   | THW Kiel             | 28-29    | 30-31    | 58–60    |
| 28.4.   | 1.5.    | Tjekhovskije Medvedi | Montpellier HB       | 32-27    | 27-32    | 59–59    |
| 25.4.   | 1.5.    | FC Barcelona Borges  | MKB Veszprém KC      | 33-27    | 34-33    | 67–60    |

### Final 4

#### Semifinaler
| Dato  | Hold                 | Hold                | Res.  | Pause |
| ----- | -------------------- | ------------------- | ----- | ----- |
| 29.5. | Tjekhovskije Medvedi | FC Barcelona Borges | 27–34 | 11–17 |
| 29.5. | BM Ciudad Real       | THW Kiel            | 27–29 | 15-12 |

#### Kamp om 3.-pladsen
| Dato  | Hold                 | Hold           | Res.  | Pause |
| ----- | -------------------- | -------------- | ----- | ----- |
| 30.5. | Tjekhovskije Medvedi | BM Ciudad Real | 28–36 | 15-19 |

#### Finale
| Dato  | Hold                | Hold     | Res.  | Pause |
| ----- | ------------------- | -------- | ----- | ----- |
| 30.5. | FC Barcelona Borges | THW Kiel | 34–36 | 20-17 |